# Mei Yingzuo
Mei Yingzuo (chinesisch 梅膺祚, Pinyin Méi Yīngzuò, W.-G. Mei Ying-tso) war ein chinesischer Gelehrter und Philologe, der in der Wanli-Ära der Ming-Dynastie lebte. Mei Yingzuo stammte aus Xuancheng in der Provinz Anhui. 
1615 stellte er das Wörterbuch  Zihui  字彙 zusammen. Die Schriftzeichen in dem Wörterbuch waren nach einem System angeordnet, das auf der Grundlage des bekannten Wörterbuchs Shuowen jiezi zusammengestellt wurde und 214 statt 540 Radikale umfasste. Diese Anordnung wurde später in den Wörterbüchern Zhengzitong 正字通 (1625, von Zhang Zilie 张自烈) verwendet  und im Kangxi zidian《康熙字典》 (1716) aufgegriffen.

## Werke
- Zihui 字汇. Ming Wanli [1573–1619] keben 明万历刻本 (HYDZD-Bibliographie Nr. 1883)